# Corralejo, Spanien
Corralejo är en ort i Spanien.   Den ligger i provinsen Provincia de Las Palmas och regionen Kanarieöarna, i den sydvästra delen av landet, 1 600 km sydväst om huvudstaden Madrid. Corralejo ligger 14 meter över havet och antalet invånare är 13 618. Den ligger på ön Fuerteventura.
Terrängen runt Corralejo är huvudsakligen platt, men söderut är den kuperad. Havet är nära Corralejo åt nordost. Runt Corralejo är det ganska glesbefolkat, med 29 invånare per kvadratkilometer. Närmaste större samhälle är La Oliva, 14,6 km söder om Corralejo. Omgivningarna runt Corralejo är i huvudsak ett öppet busklandskap.

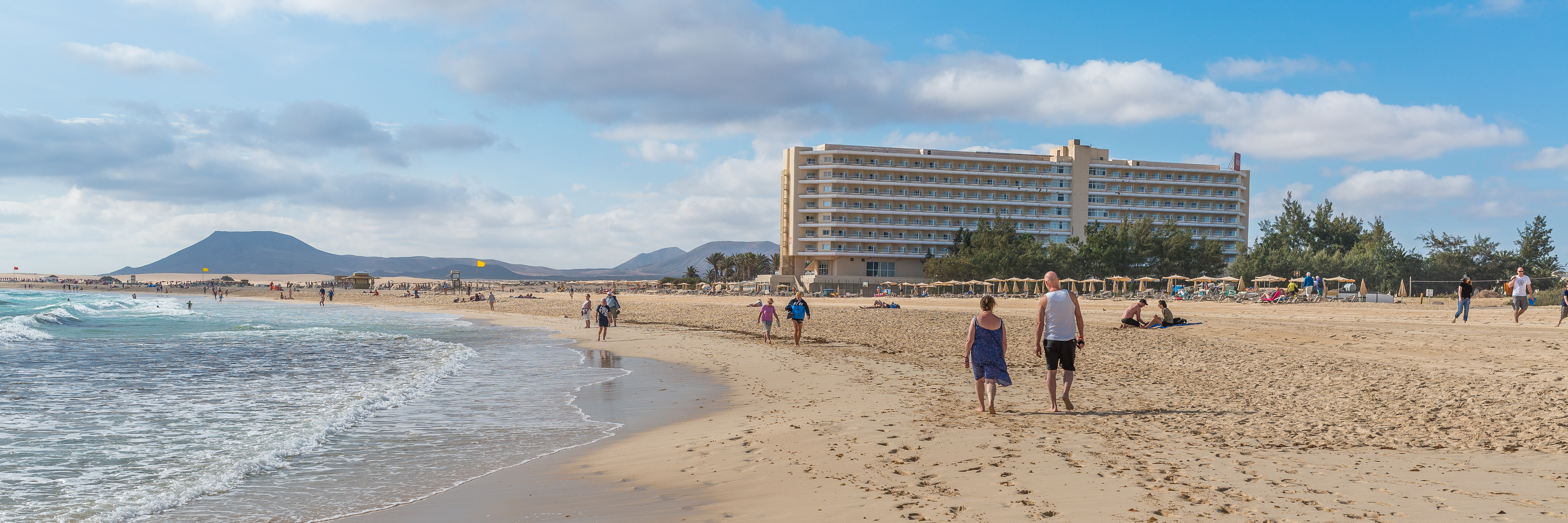
Corralejo 2016